# Brezje pri Lipoglavu
Brezje pri Lipoglavu je naselje v Mestni občini Ljubljana.